# Richard Lashof
Richard Kenneth Lashof (Filadélfia, 9 de novembro de 1922 – Alameda, Califórnia, 4 de fevereiro de 2010) foi um matemático estadunidense.
Contribuiu no campo da topologia geométrica e diferencial, trabalhando com, dentre outros, Shiing-Shen Chern e Stephen Smale. 
Foi palestrante do Congresso Internacional de Matemáticos em Nice (1970).

## Obras
- com Dan Burghelea, Melvin Rothenberg: Groups of automorphisms of manifolds, Springer, Lecture notes in Mathematics, 1975
- com M. Rothenberg: G-smoothing theory, in: R. J. Milgram, Algebraic and Geometric Topology, Proc. AMS Summer Conference, Stanford 1976, Proc. Symposium Pure Math., Volume 32, American Mathematical Society, 1978, p. 211-266
- com Shiing-Shen Chern: On the total curvature of immersed manifolds, Teil 1, American Journal of Mathematics, Volume 79, 1957, p. 300-318, Parte 2, Michigan J. Math., Volume 5, 1958, p. 5-12, Online
- The immersion approach to triangulation, in Cantrell, Edwards, Topology of Manifolds, Chicago: Markham 1970, 52-57
- com M. Rothenberg: Triangulation of manifolds, 1,2, Bulletin AMS, Volume 75, 1969, 750-757